# Modrý Portugal

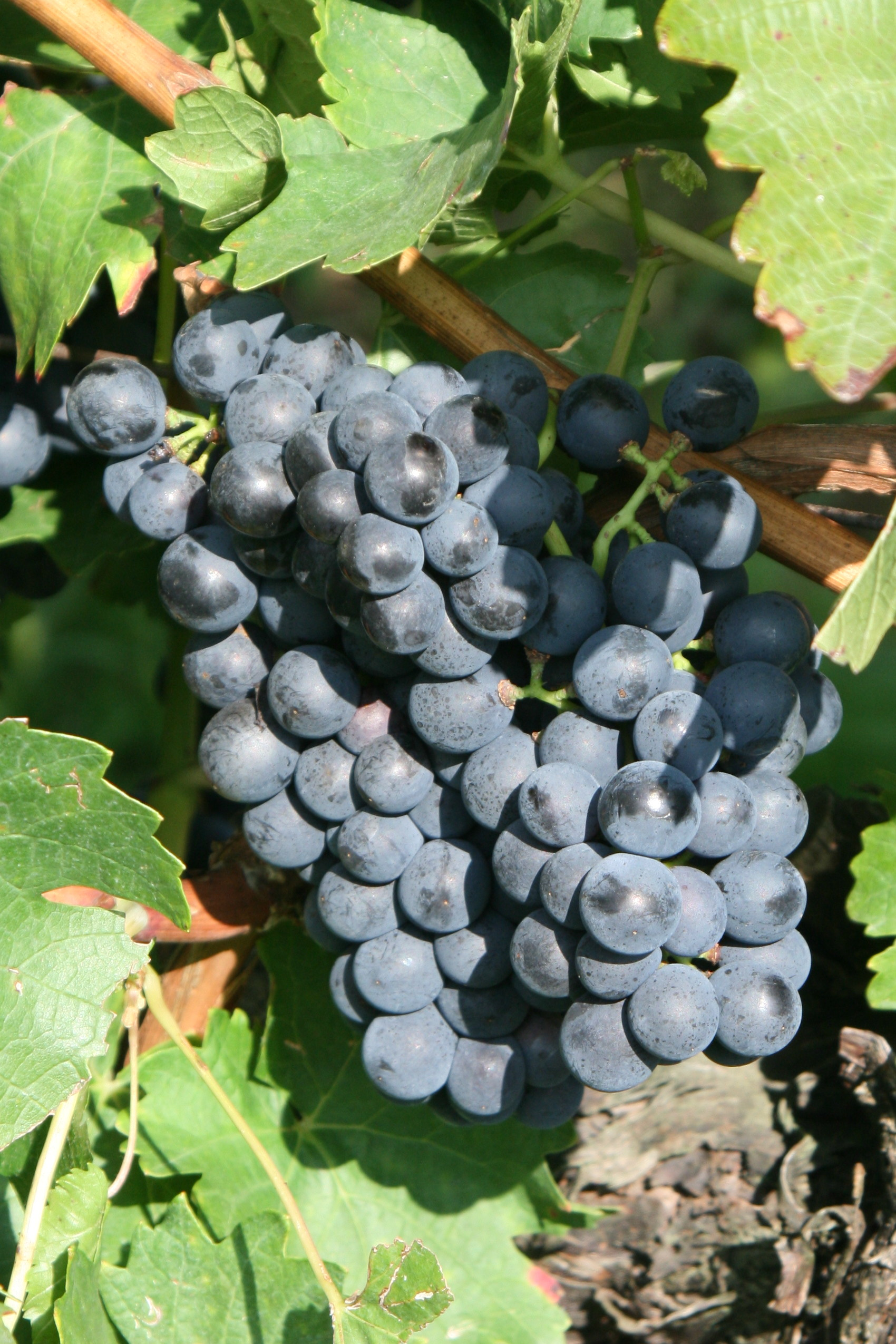
Vinná réva odrůdy Modrý Portugal

Modrý Portugal (zkratka MP) je stará moštová odrůda révy vinné (Vitis vinifera), určená k výrobě červených vín. Její původ je neznámý.

## Popis
Réva vinná (Vitis vinifera) odrůda Modrý Portugal je jednodomá dřevitá pnoucí liána dorůstající v kultuře až několika metrů. Kmen tloušťky až několik centimetrů je pokryt světlou borkou, která se loupe v pruzích. Úponky révy jsou středně dlouhé, umožňují této rostlině pnout se po pevných předmětech. Růst je středně bujný až bujný s polovzpřímenými letorosty. Včelka je zelenožlutá, jemně ochlupená. Vrcholek letorostu je polootevřený, světle zelený, takřka bez antokyaninové pigmentace, lesklý, pouze slabě pavučinovitě ochmýřený. Internodia jsou dlouhá, stejně jako nodia jsou zelená, slabě vlnatě ochmýřená. Mladé lístky jsou zelené, někdy s jemným bronzovým nádechem, takřka bez antokyaninové pigmentace, lysé či slabě pavučinovitě ochmýřené. Jednoleté réví je silné, řídké, hořčicově hnědé, eliptického průřezu. Zimní pupeny jsou malé, zašpičatělé.
List je středně velký až velký, čepel je pětiúhelníková, tří- až pětilaločnatá s mělkými horními bočními výkroji, zřídka celokrajná. Vrchní strana čepele listu je zvlněná, slabě puchýřnatá, lesklá, středně zelená, spodní strana je hladká, řapíkový výkroj je lyrovitý, uzavřený s úzkým průsvitem, málokdy je otevřený, u báze řapíku ostrý, řapík listu je středně dlouhý, stejně dlouhý, jako medián listu, narůžovělý až červenavě proužkovaný, žilnatina listu v oblasti napojení řapíku je slabě pigmentovaná antokyaniny.
Oboupohlavní pětičetné květy v hroznovitých květenstvích jsou žlutozelené, samosprašné. Plodem je středně velká až velká (15 mm, 1,1 g), kulatá bobule jednotné barvy a velikosti, která je průměrně voskově ojíněná, tmavomodrá až modročerná, na líčku má rezavé tečky, slupka je tenká až středně silná, dužnina je bez zbarvení, řídká až rozplývavá, sladké, neutrální chuti. Semeno je velké, vejcovité, tmavě červenohnědé, zobáček je krátký. Stopečky bobulí jsou středně dlouhé, lehce oddělitelné. Hrozen je líbivý, středně velký až velký (160 mm, 151–192 g), válcovitě-kuželovitý až kuželovitý, středně hustý, jednoduše nebo dvojitě křídlatý, s krátkou až středně dlouhou, průměrně lignifikovanou stopkou.

## Původ a rozšíření
Modrý Portugal je moštová odrůda vinné révy (Vitis vinifera). Často slouží též jako nenáročný stolní hrozen, ale pro náchylnost k hnilobě pouze v době sklizně. Původ odrůdy je neznámý. Název sice ukazuje na Portugalsko, ale zde se odrůda vůbec nepěstuje a portugalští ampelografové neuznávají její příbuznost k žádné zde pěstované odrůdě. Naproti tomu je rozšířena takřka v celém Podunají, proto se předpokládá, že pochází odněkud z tohoto prostoru, pravděpodobně z Rakouska.
Genetická analýza ukázala, že otcovskou odrůdou je Sylvánské zelené (Grüner Silvaner) a mateřskou Blaue Zimmettraube. Blaue Zimmettraube je téměř vymizelá modrá odrůda s ženským květem, pěstovaná ve Štýrsku a okolí. Je tak příbuzná s Frankovkou, kde otcovskou odrůdou je Gouais blanc (Weisser Heunisch, Běl velká, Vídeňka).
Mezi tradiční oblasti pěstování odrůdy patří Rakousko, kde byla roku 2007 vysazena na 2.350 hektarech. Z Rakouska se odrůda rozšířila po roce 1840 do Německa, především do oblastí Rheihessen a Pfalz, zásluhu na tom měl hlavně Johann Philipp Bronner, jeden ze zakladatelů moderního německého vinařství. V Německu byla odrůda roku 2007 vysazena na 4.557 hektarech vinic. Na menších plochách je pěstována například také ve Francii, ve státech bývalé Jugoslávie, v Maďarsku, Rumunsku a v některých zemích bývalého SSSR, celkově byla roku 2010 vysazena na ploše asi 15.000 hektarů.
Odrůda je zapsána v Listině registrovaných odrůd na Slovensku, pěstuje se zde zejména v obcích Dolné a Horné Orešany, kde má vzhledem ke svému použití sympatickou přezdívku „štrúdlák“ (myšlen je makový štrúdl). Dále je na Slovensku je rozšířena také v malokarpatské oblasti a v okolí Skalice. Zde se z ní připravuje spolu s Frankovkou a Svatovavřineckým známkové víno „Skalický rubín“.
Na českém území byl kdysi Modrý Portugal nejrozšířenější modrou odrůdou nejen pro svou vysokou plodnost, ale i proto, že se díky své jemnosti a svěžímu aroma dobře pije. Na venkově bývalo víno MP doprovodem pracovních svačin i běžných denních jídel. Na Moravě se odrůda pěstuje v okolí Kyjova, Uherského Hradiště, Hustopečí a Hodonína, v Podluží, dále v obcích Kobylí, Čejkovice, Velké Pavlovice, Rakvice, Mutěnice. V české vinařské oblasti je jednou ze základních odrůd sortimentu pro výrobu červených vín a najdeme ji na Mělnicku, Roudnicku a Čáslavsku. Ve Státní odrůdové knize České republiky je zapsána od roku 1941.
Do Čech se tato odrůda dostala okolo roku 1880 a postupně se rozšířila do všech českých a moravských vinařských oblastí. V polovině třicátých let dvacátého století činil podíl Modrého Portugalu z celkové výměry českých vinic 9 % a na Moravě dokonce 16,5 %. Právě v té době tak byl nejrozšířenější zdejší modrou odrůdou. Dnes je vysazen podstatně méně, roku 2010 tvořil již pouze 3,8 % ploch vinic, přičemž jeho plochy ve výsadbách se snižují, průměrný věk porostů této odrůdy byl téhož roku 20 let. Udržovateli odrůdy jsou v Česku Ing. Alois Tománek, Šlechtitelská stanice vinařská Polešovice, ŠSV Velké Pavlovice, CARC a jeho Výzkumná stanice vinařská, Karlštejn.

## Název
Traduje se, že roku 1772 povolal hrabě Johann von Fries na svůj zámek v Bad Vöslau u Vídně několik vinařů z okolí a předal jim svazky réví odrůdy, které dostal od své obchodní agentury v Portu v Portugalsku. Odrůda měla takové přednosti, že za několik let byly v okolí obce vysazeny dvě třetiny vinic odrůdou Blauer Portugieser. Podle jména obce se jí zde také říkalo „Vöslauer“. Pěstování se rozšířilo i do sousedního Bádenska a postupně do celé monarchie. V Bad Vöslau vzniklo u tamní firmy R. Schlumberger v roce 1848 první šumivé víno z Modrého Portugalu, které si získalo nesmírný ohlas daleko za hranicemi Rakouska.
Další, lokálně používaná synonyma odrůdy jsou: Португизер, Блау португизер, Бургундский, Бургундер, Портюге бле, Опорто, Португалка (vše Rusko), Autrichien, Azul, Badener, Badner (Německo), Blauer Oporto, B. Portugieser (USA), Blaue Feslanertraube, B. Feslauertraube, Bonnette, Bourgounder, Brina, Cerna Kraljevina, Černé Rané, Cerny Sryk, Crna Kraljevina, Feslauer, Feslauertraube, Früher Blauer Portugieser, F. Voeslauer, Frulv Portugieser, Garidelia Monopyrena, G. Praecox, Imbrina, Kék Oporto (Maďarsko), K. Portugiezi, Kékoporto, Kraljevina, K. Crvena, Kraljvina, Maviona Rana, Mavrona Rana, Mavrovna Rana, Modra Kraljevina, Modra Portugalka (Slovinsko), Mor Portugieser, Moravna Oporto, Oporto (Rumunsko, Slovensko, Česko, Polsko), O. Kek (Maďarsko), O. Vaeslauer, Oportorebe (Německo), Plant de Porto, Portgieser, Portjuge (Bulharsko), Portoghese (Itálie), Portohese Nero, Portougalka, Portougalsky Siny, Portugais Bleu (Francie, Chile), P. Bleau (Rumunsko), Portugais de Bingen, Portugalika, Portugaljka (Chorvatsko), Portughese, Portugiz, Portugizac, P. Crni, Portugieser, Portugiezi, Portugizac Crni (Chorvatsko), Portugizer Chernyi (Rusko), Portugroljka, Portuguese Blue (USA), Portuguêz Azul (Portugalsko), Raisin des Roses (Francie), Rana Modra, Rana Modra Kraljevina, Ranina (Česko, Slovensko), Skorak, Skoré Černé, Veslaver, Vöslauer, Voslaner, Weslau.

## Příbuzné odrůdy
Odrůda Portugal šedý (Portugieser Grau) je pupenovou mutací Modrého Portugalu, Portugal bílý (Portugieser Grün) je pupenová mutace Portugalu šedého. Obě odrůdy lze ještě vzácněji objevit i v našich vinohradech. Portugal červený (Portugieser Rot) není pravděpodobně příbuzný s rodinou odrůd Modrého Portugalu. Pochází patrně z Rakouska nebo severozápadního Chorvatska. V Německu je registrován též tetraploidní klon odrůdy MP, zapsaný v katalogu odrůd VIVC samostatně. Je zde uvedena též odrůda Portugieser Früh Blau, odrůda nejasného původu, o které je velmi málo zmínek v ampelografické literatuře, dle její synonymiky lze soudit, že se patrně jedná o jedno ze synonym odrůdy Modrý Portugal, popřípadě by se dalo uvažovat i o identicitě s odrůdou Laska.

## Pěstování
Réví na úrodných a vlhkých půdách hůře vyzrává. Odrůda je velmi poškozována zimními mrazy (řídke dřevo) a je citlivá i na jarní mrazíky. Nesprchává, proto jí vyhovuje podnož K 5BB, ale také SO-4 a T 5C pro hlubší a úrodnější půdy, pro půdy vápenité pak 125 AA. Daří se jí na středním i vysokém vedení révy s řezem na kratší tažně, mimořádně vhodné je její pěstování na pergole. Tuto možnost v úspěšné míře využívají zahrádkáři. Hodí se pro většinu vedení, dobře snáší i krátký řez, vhodné zatížení keře je 6 až 8 oček na m². plodnost je výborná, výnosy jsou pravidelné a vysoké, 10-14 (20) t/ha při cukernatosti 16-21 °NM a obsahu kyselin 7–11 g/l. Ze sklizní přes 15 t/ha jsou však vína řídká, hrozno je kyselejší a má zpravidla nižší cukernatost (okolo 16° NM), slabou barevnost a nízkou extraktivnost.

### Fenologie
Vegetační cyklus odrůdy trvá 129 dní při sumě aktivních teplot
(SAT) 2650 °C (v klimatických podmínkách Oděsy). Doba rašení oček je středně raná, raší v polovině dubna, kvetení je středně rané, kvete v polovině června. Květy málo opadávají. Zaměkání začíná začátkem srpna, odrůda dozrává současně s Chasselas, zhruba v polovině až ve třetí dekádě září, zrání hroznů tedy je středně rané.

### Choroby a škůdci
Je napadána plísní révovou (Plasmopara viticola) a je jednou z nejcitlivějších odrůd vůči padlí révovému (Uncinula necator). Za dešťů v době dozrávání hroznů se rychle rozšiřuje Botrytis cinerea. Trpí také červenou spálou (Pseudopeziza tracheiphila) a černou skvrnitostí (Phomopsis viticola). Z viróz jsou časté roncet a svinutka. Je napadána obaleči. Dozrávající hrozny jsou poškozovány vosami a včelami. Velké hrozny také snadno hnijí.

### Poloha a půdy
Nároky na polohu i půdu má tato vděčná odrůda nízké, snáší půdy štěrkovité, hlinité, vápenité i suché písčité. Dobře snáší sucho, naopak nemá ráda trvale zamokřené, vlhké půdy a půdy přehnojené dusíkem, kde trpí chorobami a mrazy.

## Víno
Odstín červené barvy vína odpovídá velikosti sklizně, ale vždy je méně intenzivní nežli u Svatovavřineckého. MP je odrůda, u které je snadné dosáhnout vysokých výnosů, ale pak nemůže poskytnout kvalitu. Podařené mladé víno MP má jemnou květinovou vůni, která je nesmírně příjemná, a je-li podporována mladistvou harmonií vína, pak svádí k opakovanému doušku. Při zrání vína se objevují vůně čerstvého sena. Použitím karbonické macerace lze z MP vytvořit velmi příjemný typ mladého červeného vína. To přichází na trh pod názvem „Martinské víno“ v den svátku sv. Martina (11. listopadu), tedy ještě před světoznámým francouzským Beaujolais, k němuž se dá směle přirovnat.
Víno MP se často užívá se ke scelování s tvrdými víny či s víny vysoké acidity, často s víny odrůd Svatovavřinecké a Frankovka, které tak zjemňuje. Dosáhne se rychlejšího zrání vína a zjemní se tvrdost kyselin a tříslovin. Směsku MP a Frankovky nazývali na Slovácku „Slovácký granát“ a bývala velmi oblíbená.
Barva typického MP je jemně rubínová, vůně jemná, někdy až květinová, chuť lehčí, s menším obsahem tříslovin, harmonická, příjemná, sametová, víno je lehčí s nižším obsahem kyselin, jemně natrpklé. Vína z regulované sklizně jsou jemná, květinově aromatická, příjemně pitelná, světle červené barvy. Ve vůni a chuti můžeme hledat květiny, čerstvé seno, třešně, cassis.
Víno rychle vyzrává, obecně není příliš vhodné k archivaci. Mělo by se pít mladé, pak vyniká v jeho aroma přitažlivost ovocných a květinových tónů a jeho chuť je měkká, vláčná, méně tříslovinová. Vína této odrůdy je spotřebitelská veřejnost zvyklá kritizovat a podceňovat. Nemusí to být vždy pravda. V posledních letech jsme se mohli setkat s takovými portugaly, které nás velmi příjemně překvapí. Vzácněji se setkáváme i s barikovým provedením vín této sympatické odrůdy.

### Stolování
Vína MP se často pila při družné zábavě pod víchem, kde se podávaly studené masité pokrmy. Lehká vína se hodí k zahánění žízně při stolování a dají se kombinovat s velkou paletou pokrmů, neboť svým neutrálním dojmem výraz jídel nijak neruší. Jsou vhodná k pokrmům jako drůbeží maso, biftek, bažant, kachna, husa, zajíc na divoko, sýrový nářez, těstoviny, šunka, salám. Víno MP je lehčí, a hodí se tedy dobře k lehkým pokrmům, třeba k italské kuchyni. Portugal průměrné kvality se doporučuje podávat trošku podchlazený, jeho vady se tak zmírní.